# Underclass Hero
Az Underclass Hero egy punk album a kanadai Sum 41 együttestől, amelyet 2007 júliusában jelentettek meg.

## Számlista
1. "Underclass Hero" – 3:15
2. "Walking Disaster" – 4:46
3. "Speak of the Devil" – 3:58
4. "Dear Father" – 3:52
5. "Count Your Last Blessings" – 3:03
6. "Ma Poubelle"  - 0:55
7. "March of the Dogs" – 3:09
8. "The Jester" – 2:48
9. "With Me" – 4:51
10. "Pull the Curtain" – 4:18
11. "King of Contradiction" – 1:40
12. "Best of Me" – 4:25
13. "Confusion and Frustration in Modern Times" – 3:46
14. "So Long Goodbye" – 3:01
15. "Look at Me"  - 4:03 (Starts at 2:00)

## Bónusz
- "Take a Look at Yourself" – 3:24 (iTunes only)
- "No Apologies" – 2:58 (Ausztrália, UK, és Japán)
- "This Is Goodbye" – 2:28 (csak Japán)
- "Walking Disaster (Live)" (csak Japán)
- "Count Your Last Blessings (élő)" (csak Japán)

## Kiadási dátumok
- 2007. július 18. – Japán
- 2007. július 23. – Kanada, Egyesült Királyság
- 2007. július 24. – USA
- 2007. július 27. – Németország
- 2007. július 28. – Ausztrália

## Tagok
- Deryck Whibley – ének, ritmusgitár
- Cone McCaslin – basszusgitár, vokál
- Steve Jocz – dob, vokál

## Külső hivatkozások
- MTV News Interview
- Jam interview
- Best Buy DVD offer
- Sum 41 Fan Community Archiválva 2012. december 14-i dátummal a Wayback Machine-ben